# Piotr Wielgus (prawnik)
Piotr Wielgus (ur. 1872 w Tarnowie) – polski sędzia, wiceprezydent Krakowa.

## Życiorys
Urodził się w 1872 w Tarnowie. Kszałcił się w rodzinnym mieście, a potem ukończył studia prawnicze na Uniwersytecie Jagiellońskim. Uzyskał stopień doktora. Pracował jako sędzia w Czarym Dunajcu i w Nowym Targu. Od około 1906 był przydzielony do Krakowa. W 1914 w charakterze sędziego powiatowego był drugim zastępcą przewodniczącego sądu przemysłowego w C. K. Sądzie Krajowym w Krakowie. Do 1918 był radcą sądu krajowego. Do około 1928 był sędzią okręgowym w Sądzie Okręgowym w Krakowie.
Od 1911 zasiadał w radzie miejskiej, także po odzyskaniu przez Polskę niepodległości. Pozostając sędzią okręgowym 11 lipca 1921 został mianowany wiceprezydentem Krakowa. Udzielał się w działalności wieku organizacji oświatowych, kulturalnych i społecznych.

## Odznaczenia
austro-węgierskie
- Brązowy Medal Jubileuszowy Pamiątkowy dla Sił Zbrojnych i Żandarmerii (przed 1914)[2]
- Medal Jubileuszowy Pamiątkowy dla Cywilnych Funkcjonariuszów Państwowych (przed 1914)[2]
- Krzyż Jubileuszowy dla Cywilnych Funkcjonariuszów Państwowych (przed 1914)[2]